# 이승준 (1961년)
이승준(李昇濬, 1961년 2월 10일 ~ )은 대한민국의 제8대 경상북도 문경시의원이었다.

## 학력
- 점촌북국민학교 졸업
- 문경중학교 졸업
- 문창고등학교 졸업
- 경북대학교 토목공학과 졸업

## 경력
- 한나라당 경북도당 문경시·예천군 청년위원장
- 한나라당 중앙당 중앙위원
- 한나라당 경북도당 문경시·예천군 당원협의회 사무국장
- 점촌북초등학교 총동창회 사무국장
- 문창고등학교 총동창회 수석부회장
- 제17대 대통령 선거 한나라당 경선 후보 박근혜 직능특보
- 모전동번영회 번영위원
- 한나라당 경북도당 대외협력위원회 수석부위원장
- 한나라당 경북도당 정치 리더쉽 AMP 수료
- 문경시 체육회 이사
- 경상북도 체육회 이사
- 고은노인복지센터 이사
- 새누리당 경북도당 문경시·예천군 청년위원장
- 새누리당 경북도당 문경시·예천군 청년자문위원장
- 새누리당 경북도당 대외협력위원회 수석부회장
- 제18대 대통령 선거 새누리당 박근혜 후보 경북도당 다문화대책본부장
- 2018.07 ~ 2019.01 제8대 경상북도 문경시의회 의원
- 민주평화통일자문회의 문경시 청년분과위원장
- 자유한국당 경북도당 동창회

## 수상
- 대통령 표창 수상
- 한나라당·새누리당 대표 최고위원 2회 수상
- 위대한 한국인상 수상

## 공직선거법 위반
2019년 1월 3일 비례대표 공천 희망자에게 소개비 명목으로 금품을 수수한 이승준의 공직선거법 위반 혐의에 대한 대법원 상고가 기각되어 형이 확정되어 시의원직을 상실해 보궐선거가 확정되었다.

## 역대 선거 결과
|  | 18.73% |

|  | 19.98% |

|  | 33.42% |